# کریستف کلمب (فیلم ۱۹۲۳)
«کریستف کلمب» (انگلیسی: Christopher Columbus (1923 film)) یک فیلم است که در سال ۱۹۲۳ منتشر شد. از بازیگران آن می‌توان به آلبرت باسرمن اشاره کرد.